# Den svenske disco
Den svenske disco är Slagsmålsklubbens andra album, utgivet i juli 2003 av skivbolaget Beat That!.

## Låtlista
| Nr  | Titel                                    | Längd |
| --- | ---------------------------------------- | ----- |
| 1.  | Övningsköra                              | 3:21  |
| 2.  | Tjeckien, Slovakien och tillbaks igen    | 4:16  |
| 3.  | Wellington Sears                         | 3:34  |
| 4.  | Vi och Olle                              | 2:35  |
| 5.  | Kinematografen                           | 1:30  |
| 6.  | Svenska tennis                           | 2:11  |
| 7.  | Hit Me Hard                              | 2:54  |
| 8.  | Rörmokarhäng                             | 3:18  |
| 9.  | USSR                                     | 3:36  |
| 10. | SMK hittar munspelet                     | 3:15  |
| 11. | I Don't Miss You Rävbur                  | 2:37  |
| 12. | Stora farliga rymdprojektet går åt pipan | 3:22  |